# NGC 1672
NGC 1672는 황새치자리에 있는 막대나선은하이다.

## 초신성
총 2개의 초신성이 NGC 1672에서 발생했다.
1.
Ib형 초신성인 SN 2017gax
2. II형 초신성인 SN 2022aau

## 같이 보기
- NGC 1300